# 임호프 초콜릿 박물관

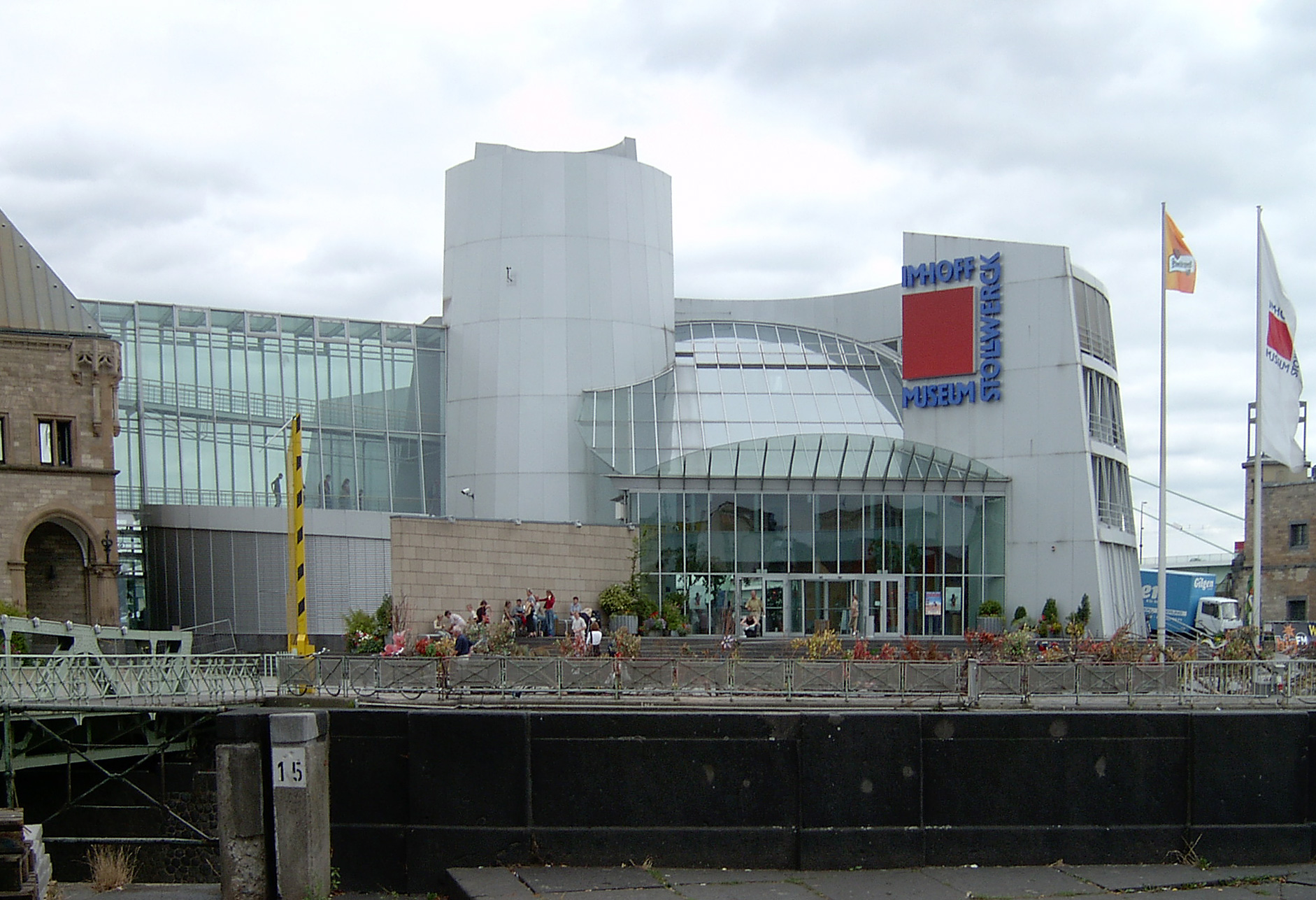
임호프 초콜릿 박물관

임호프 초콜릿 박물관(독일어: Imhoff-Schokoladenmuseum)는 한스 임호프에 의해 1993년 10월 31일 문을 연 초콜릿 박물관이다. 독일 쾰른에 있다.